# Demetrio Salvi
Demetrio Salvi (Napoli, 15 settembre 1961) è un critico cinematografico italiano.

## Biografia
È un esperto di Linguaggio del Cinema e della Televisione (ha insegnato presso l'IRRE Campania per i corsi promossi dal Ministero sul linguaggio cinetelevisivo), insegnante, documentarista, critico cinematografico. Dopo aver collaborato con la rivista Cineforum, è uno dei fondatori, insieme a Federico Chiacchiari, della rivista Sentieri selvaggi, oltre che il responsabile della omonima Scuola di Cinema. Ha studiato con Robert McKee, da cui ha derivato l'impostazione e i concetti di Struttura e Stile nella Sceneggiatura, e il cui metodo ha rilanciato anche in Italia nella sua attività di Docente e divulgatore. Come documentarista ha realizzato, negli anni novanta, progetti sul folklore per il Ministero dei Beni Culturali, per la serie "Il folklore come bene culturale vivo".
Nella sua attività di critico cinematografico ha pubblicato monografie su David Lynch, Massimo Troisi, John Belushi (Stefano Sorbini editore) e scritto diverse voci per l'Enciclopedia del Cinema Treccani. Ha pubblicato anche volumi di manualistica cinematografica Scrivere e girare un cortometraggio, Sul dialogo, "Insegnare cinema a Scuola" (Edizioni Sentieri selvaggi), e il romanzo "I giornaletti sporchi" (Città del sole). Ha collaborato, con un saggio su Massimo Troisi, al volume collettivo "Napoli una città nel cinema da Totò a Gomorra". Ha diretto il mediometraggio Marenero presentato al Torino Film Festival e "Fuoridiqui", presentato al Festival di Giffoni e sempre al Torino Film Festival Italiano.

## Opere
- Demetrio Salvi, I giornaletti sporchi, Anno: 2006, Città del Sole Edizioni, ISBN 88-7351-095-7[7]
- Federico Chiacchiari, Demetrio Salvi, Massimo Troisi, 1992, Stefano Sorbini Editore,
- Federico Chiacchiari, Demetrio Salvi: David Lynch - Film, visioni e incubi da Six Figures a Twin Peaks. Sentieri Selvaggi, Roma 1991 Stefano Sorbini Editore
- Demetrio Salvi, Scrivere e girare un cortometraggio – Manuale per filmmakers, Ediz. Sentieri Selvaggi, Roma 2005,
- Demetrio Salvi, Sul Dialogo – Prontuario per sceneggiatori, Ediz. Sentieri Selvaggi, Roma 2008,
- Demetrio Salvi, Girare un film a scuola, Ediz. Sentieri Selvaggi, Roma 2009